# Wright R-1820
Wright R-1820 Cyclone 9 — американский поршневой 9-цилиндровый звездообразный авиадвигатель воздушного охлаждения, разработанный компанией Curtiss-Wright и широко применявшийся на самолётах различных типов в 1930-х — 1950-х годах. За пределами США также производился по лицензии в Испании компанией Hispano-Suiza и в Советском Союзе.

## История
R-1820 Cyclone 9 представлял собой дальнейшее развитие не пошедшего в серию двигателя Wright P-2 (1925 год) с рабочим объёмом, увеличенным с 1654 до 1823 кубических дюймов (29,87 литров). Его серийное производство началось в 1931 году и продолжалось вплоть до 1950-х. Кроме компании Wright Aeronautical, R-1820 выпускали Lycoming, Pratt & Whitney Canada, а во время Второй мировой войны и Studebaker Corporation.
СССР приобрёл лицензию на выпуск этого двигателя, который планировалось производить на Пермском заводе № 19. Работа по переводу чертежей в метрическую систему была поручена А.Д. Швецову. Адаптированная версия получила название М-25
В Испании двигатель производился по лицензии как Hispano-Suiza 9V, или Hispano-Wright 9V.
R-1820 устанавливался на нескольких десятках типов известных летательных аппаратов, включая авиалайнеры Douglas (прототип DC-1, DC-2, первая гражданская версия самолёта DC-3, и выпущенный малой серией DC-5), большую часть бомбардировщиков B-17 и SBD военного выпуска, ранние модификации истребителя И-16 (М-25) и вертолёт Piasecki H-21.
R-1820 также ограниченно применялся на бронетехнике. Его модификацией G-200 (900 л. с. (660 кВт) при 2 300 об/мин) оснащался тяжёлый танк M6.

### Дизельный двигатель D-200
Двигатель Wright RD-1820, переделанный компанией Caterpillar Inc. в дизельный, выпускался под маркой D-200 (мощность 450 л. с. (330 кВт) при 2 000 об/мин) и устанавливался на танке M4A6 Шерман.

## Модификации
R-1820-04
700 л. с. (510 кВт)
R-1820-1
575 л. с. (423 кВт)
R-1820-4
770 л. с. (570 кВт)
R-1820-19
675 л. с. (496 кВт)
R-1820-22
950 л. с. (700 кВт)
R-1820-25
675 л. с. (496 кВт), 750 л. с. (550 кВт), 775 л. с. (570 кВт)
R-1820-32
1000 л. с. (740 кВт)
XR-1820-32
800 л. с. (590 кВт)
R-1820-33
775 л. с. (570 кВт)
R-1820-34
940 л. с. (690 кВт), 950 л. с. (700 кВт)
R-1820-34A
1200 л. с. (880 кВт)
R-1820-40/42
1100 л. с. (810 кВт), 1200 л. с. (880 кВт)
R-1820-41
850 л. с. (630 кВт)
R-1820-45
800 л. с. (590 кВт), 930 л. с. (680 кВт)
R-1820-49
975 л. с. (717 кВт)
R-1820-50
850 л. с. (630 кВт)
R-1820-52
1000 л. с. (740 кВт)
R-1820-53
930 л. с. (680 кВт), 1000 л. с. (740 кВт)
R-1820-56
1200 л. с. (880 кВт), 1350 л. с. (990 кВт)
R-1820-57
1,060 hp (790 kW)
R-1820-60
1200 л. с. (880 кВт)
R-1820-62
1350 л. с. (990 кВт)
R-1820-66
1,200 л.с. (895 кВт), 1,350 л.с. (1,007 кВт)
R-1820-67/69
1200 л. с. (880 кВт), с системой турбонаддува
R-1820-72W
1350 л. с. (990 кВт), 1425 л. с. (1048 кВт)
R-1820-74W
1500 л. с. (1100 кВт)
R-1820-76A,B,C,D
1425 л. с. (1048 кВт)
R-1820-77
1200 л. с. (880 кВт)
R-1820-78
700 hp (522 kW), 1100 л. с. (810 кВт)
R-1820-80
700 л. с. (510 кВт), 1535 л. с. (1129 кВт)
R-1820-82WA
1525 л. с. (1122 кВт)
R-1820-86
1425 л. с. (1048 кВт)
R-1820-97
1200 л. с. (880 кВт), с турбонаддувом
R-1820-103
1425 л. с. (1048 кВт)
SGR-1820-F3
710 л. с. (520 кВт), 720 л. с. (530 кВт)
SGR-1820-F2
720 л. с. (530 кВт)
R-1820-F53
770 л. с. (570 кВт)
R-1820-F56
790 л. с. (580 кВт)
GR-1820-G2
1000 л. с. (740 кВт)
R-1820-G3
840 л. с. (620 кВт)
R-1820-G5
950 л. с. (700 кВт)
R-1820-G101
1100 л. с. (810 кВт)
R-1820-G102
775 л. с. (570 кВт)
GR-1820-G102A
1100 л. с. (810 кВт)
R-1820-G102A
1100 л. с. (810 кВт)
R-1820-G102A
1100 л. с. (810 кВт)
R-1820-G202A
1200 л. с. (880 кВт)
R-1820-G103
1000 л. с. (740 кВт)
R-1820-G105
1000 л. с. (740 кВт)
R-1820-G205A
1200 л. с. (880 кВт)
Примечание: Литера W в наименовании указывает наличие системы впрыска водно-метанольной смеси.

### Hispano-Suiza 9V
Hispano-Suiza 9V — выпускавшийся в Испании лицензионный вариант двигателя R-1820.
Hispano-Suiza 9Vr9V с редуктором
Hispano-Suiza 9Vb
Hispano-Suiza 9Vbr9Vb с редуктором
Hispano-Suiza 9Vbrs9Vb  с редуктором и нагнетателем
Hispano-Suiza 9Vbs9Vb с нагнетателем
Hispano-Suiza 9Vdмодификация 9V
Hispano-Suiza 9V-10575 л. с. (423 кВт) винт фиксированного шага;
Hispano-Suiza 9V-11как 9V-10, но с правосторонним вращением;
Hispano-Suiza 9V-16650 л. с. (480 кВт) винт регулируемого шага, левое вращение;
Hispano-Suiza 9V-17как 9V-16, но с правосторонним вращением.

## Применение
- Bloch MB.221
- Boeing B-17 Flying Fortress
- Boeing 307
- Brewster F2A Buffalo
- Curtiss AT-32-A Condor
- Curtiss SBC-4 Helldiver
- Curtiss P-36 Mohawk
- Curtiss SC Seahawk
- Curtiss-Wright CW-21
- Douglas A-33
- Douglas B-18 Bolo
- Douglas DC-2
- Douglas DC-3 (DST, G-102 и G-202)
- Douglas Super DC-3, R4D-8 / C-117
- Douglas DC-5
- Douglas DF Wright SGR-1820G-2
- Douglas SBD Dauntless
- FMA Ae. MB.2 Bombi
- General Motors FM-2 Wildcat
- Grumman TF-1 / C-1 Trader
- Grumman E-1 Tracer
- Grumman FF
- Grumman F3F
- Grumman XF5F
- Grumman XP-50
- Grumman HU-16 Albatross
- Grumman J2F Duck
- Grumman S-2 Tracker
- Lockheed 14
- Lockheed Model 18 Lodestar
- Lockheed Hudson
- Martin B-10
- North American T-6 Texan
- North American O-47
- North American P-64
- North American T-28B/C/D Trojan
- Northrop YC-125 Raider
- Ryan FR Fireball
- вертолёт Piasecki H-21
- вертолёт Sikorsky S-58/HUS/HSS/H-34
- И-16 (М-25А — Wright Cyclone R-1820-F3)
- ИП-1

### Танки
- Средний танк M4A6 Шерман
- Тяжёлый танк M6

## Двигатель в экспозициях музеев

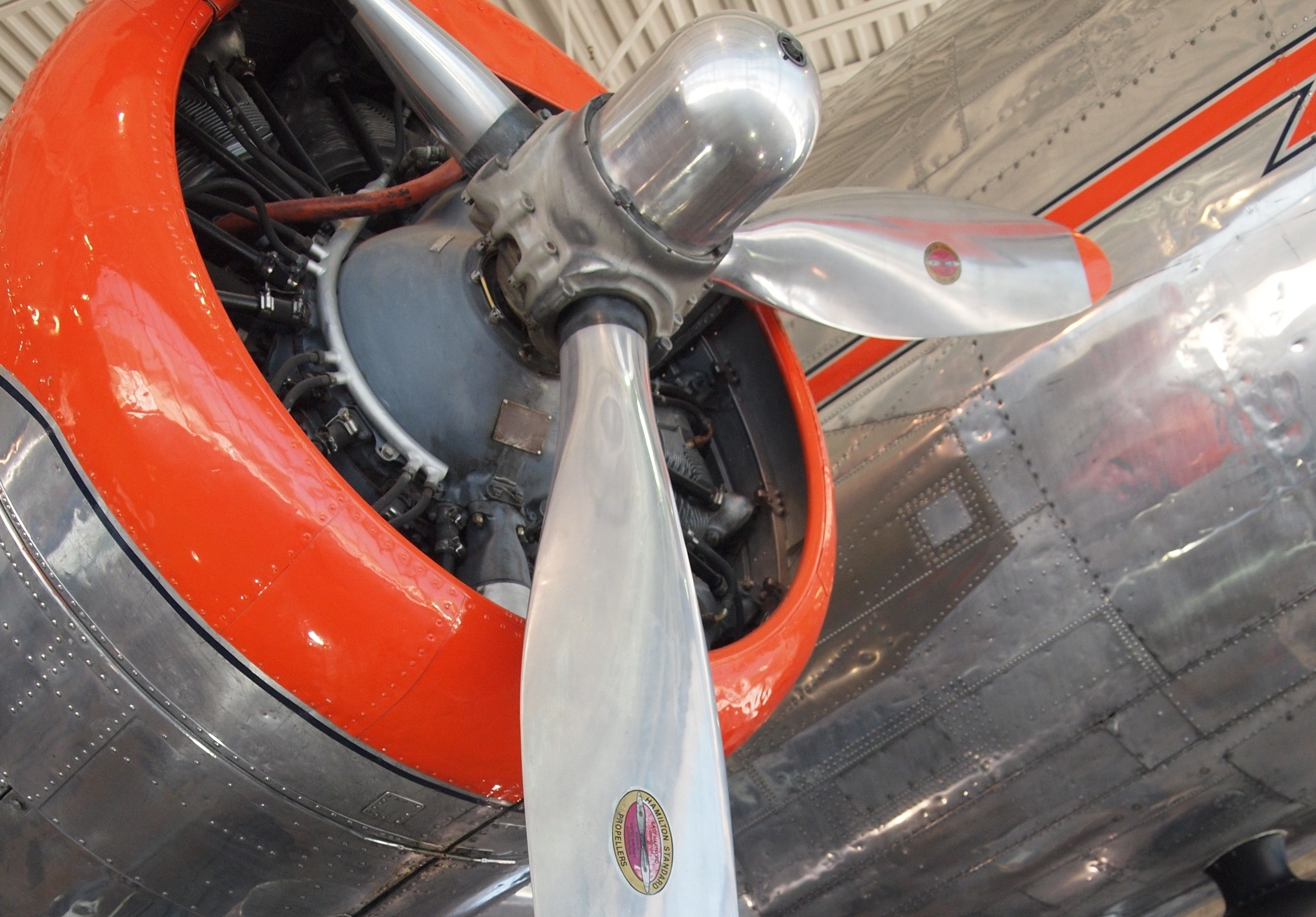
Двигатель Wright R-1820 Cyclone 9 на восстановленном самолёте Douglas DC-3 "Flagship Knoxville" (Музей авиации С.Р. Смита)

- Музей авиации С.Р. Смита (Форт-Уэрт, США)
- Музей Военно-воздушных сил флота (Великобритания)
- Музей авиакомпании Дельта (Атланта, США)
- Национальный музей воздухоплавания и астронавтики
- Национальный музей Военно-воздушных сил США